# Lao Shan
Lao Shan (kinesiska: 崂山) är en bergskedja i Kina. Den ligger i provinsen Shandong, i den östra delen av landet, omkring 330 kilometer öster om provinshuvudstaden Jinan. Arean är 400 kvadratkilometer.
Lao Shan sträcker sig 26,1 km i sydostlig-nordvästlig riktning. Den högsta toppen är Lao Ding, 1 138 meter över havet.
Topografiskt ingår följande toppar i Lao Shan:
- Hualiukou
- Jiangjunlu
- Lao Ding
- Qingfeng Ding
- Qipan Shi
- Shimen Shan
- Tianmen Feng
- Tizishi
- Xiaolao Ding

Genomsnittlig årsnederbörd är 852 millimeter. Den regnigaste månaden är juli, med i genomsnitt 278 mm nederbörd, och den torraste är januari, med 12 mm nederbörd.